# 拉托雷德卡夫德利亚
拉托雷德卡夫德利亚，是西班牙加泰罗尼亚莱里达省的一个市镇。 总面积166平方公里，总人口672人（2001年），人口密度4人/平方公里。